# San Martín (Proaza)
San Martín (en asturiano y oficialmente Samartín) es la parroquia más oriental de las ocho que forman el concejo asturiano de Proaza, España.
La parroquia tiene una extensión de 14,10 km² y cuenta con una población de 138 habitantes.

## Entidades de población
Según el nomenclátor de 2008 la parroquia comprende las poblaciones de:
- Quintanal  (El Quintanal), casería: deshabitada
- San Martín (Samartín), aldea: 22 habitantes
- Serandi, aldea: 42 habitantes
- Villamejín (Villamexín), aldea: 74 habitantes